# Castell d'Ēdole
El Castell Ēdole (en letó: Ēdoles pils; en alemany: Schloß Edwahlen) és un castell d'estil gòtic situat a la vora del llac Ēdole, a la regió històrica de Curlàndia, Letònia occidental. Originàriament compost per dos edificis d'habitatges units per un mur de pedra, el castell està envoltat d'un parc paisatgístic. Es considera un monument arquitectònic i arqueològic d'importància nacional.

## Història
El castell va ser manat construir pel bisbe de Piltene entre 1264 i 1267. Va ser reconstruït al segle xvi i des de 1561 fins a 1920 va ser propietat de l'alemany bàltic Baron von Behr i els seus descendents.
Durant el segle xviii el castell va ser ampliat i des de 1835 fins a 1841 va ser objecte d'un important treball de reconstrucció per convertir-se en una de les primeres mostres d'arquitectura neogòtica a Kurzeme. L'edifici va patir un incendi i es cremà parcialment durant la Revolució Russa de 1905. Entre 1906 i 1907, en una de les seves cantonades es va construir un pati de casa i la torre, i la façana va ser remodelada amb les seves formes gòtiques.